# Elasmotheriinae
Elasmotheriinae — підродина ссавців з родини носорогових (Rhinocerotidae).

## Роди
- Victoriaceros — міоцен Кенії
- Caementodon — міоцен Європи й Азії
- Elasmotherium — міоцен–плейстоцен Європи й Азії
- Diceratherium — олігоцен і міоцен Північної Америки
- Hispanotherium — міоцен Європи й Азії
- Menoceras — олігоцен Азії
- Parelasmotherium — міоцен–плейстоцен Азії
- Sinotherium — міоцен і пліоцен Азії
- Eoazara — міоцен Марокко